# 1-ша механізована бригада «Залізний вовк»
1-ша механізована бригада «Залізний вовк» (лит. Mechanizuotoji pėstininkų brigada "Geležinis vilkas") — основне з'єднання сухопутних військ збройних сил Литви та формує її основний внесок у колективну безпеку НАТО. Назва бригади пов'язана з Литовським міфічним персонажем Залізним вовком з середньовічної легенди про заснування міста Вільнюс. У бригаді продовжують литовську військову традицію називати батальйони за іменами Великих князів Литовських. Напередодні окупації країни Радянським Союзом у 1940 році в Литві існував 3-й драгунський полк (1100 осіб) з такою ж назвою.

## Історія
- червень 1990 - створення моторизованої піхотної бригади. Формується окремий загін безпеки, в тому ж році восени - Почесної варти.
- 22 лютого 1991 - у бригаді засновано навчальний загін - попередник тренувального центру.
- 14 листопада 1991 - вона була перетворена в моторизовано-десантну бригаду швидкого реагування.
- 2 січня 1992 - бригада швидкого реагування була перейменована у 1-шу мотодесантну бригаду.
- 1992 - навесні було проведено перший призов до литовської армії. На основі цього були сформовані батальйони в Вільнюсі, Каунасі, Клайпеді, Паневежисі, Шяуляй і Таураге й роти в Алітусі й Маріямполі.
- 6 червня 1992 - бригаді надано почесне найменування «Залізного вовка»
- 1 квітня 1995 - відокремлення від бригади 2 батальйонів - у Каунасі й Клайпеді. Перший переведений до збройних сил, другий - до військово-морських сил.
- 26 січня 1996 - бригаду названо механізованою бригадою «Залізний вовк».
- 27 жовтня 1999 - Міністр оборони «для формування другої бригади» вивів зі складу МПБ «Залізний вовк» два батальйони, у Таураге Великого князя Кейстута й у Шауляй князя Вайдота.
- 2001 - 2003 роки - механізований батальйон імені Великиого князя Ольгерда брав участь у проєкті LITBAT разом з полком лейбгвардії данської королівської армії.
- 30 вересня 2003 - батальйон імені Великого князя Витеня був переданий до командування матеріально-технічного забезпечення.
- 1 жовтня 2003 - батальйон Великого князя Кейстута було переведено до складу бригади.
- 17 серпня 2005 - у ході проєкту LITBRIG з забезпечення механізованої бригади «Залізний вовк» до складу бригади з підпорядкування оперативного командування було передано батальйон безпосередньої підтримки, бойової підготовки та оперативного планування князя Вайдота.
- 31 січня 2005 - успішно було завершено міжнародний проєкт LITART зі створення артилерійського батальйону.
- 2005 - завершено підготовку бойової групи розміру піхотного батальйону у відповідності вимогам НАТО. Механізований батальйон Великого князя Ольгерда довів свою готовність до планування, управління, сумісності, технічного та матеріально-технічного постачання й бойової підготовки в польових умовах.
- 2006 - підготовлено групу, здатну виконувати завдання НАТО, за кордонами Литовської Республіки.
- 31 серпня 2006 - у данському Гадерслеві підписано меморандум про входження МПБ «Залізний вовк» до складу данської дивізії. Такий крок передбачає ротації офіцерів до штабу дивізії, а також проведення спільної підготовки та навчань з метою забезпечення литовської й данської взаємосумісності у взаємодії підрозділів задля здатності проведення спільних дій у міжнародних операціях.
- 29 червня 2007 - припинено спільний литовсько-польський проєкт LITPOLBAT.
- 5 січня 2009 - бригаді «Залізний вовк» підпорядковано батальйон князя Вайдота.
- 7 березня 2012 - назву моторизованої бригади «Залізний вовк» було офіційно змінено на механізовану, з відповідними змінами складу бригади й назв підпорядкованих підрозділів.[2]
- 1 січня 2016 - змінено склад механізованої піхотної бригади «Залізний вовк», вона повернулася до двобатальйонного складу - гусарський Короля Міндовга (Паневежис) й уланський Великої княжни Бірути (Алітус), а батальйон Великого князя Кейстута було передано до складу відновленої моторизованої піхотної бригади «Жемайтія».[3]

## Структура

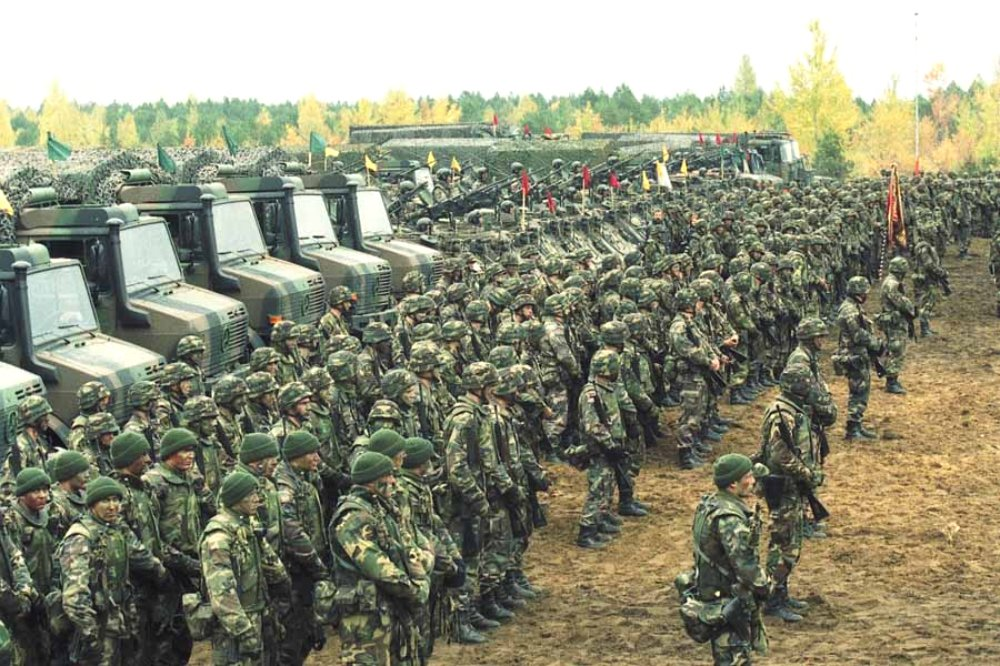
механізований батальйон імені Великого князя Литовського Ольгерда бригади «Залізний вовк» під час навчань

- штаб та штабна рота
- гусарський батальйон імені Короля Міндовга, Паневежис
- уланський батальйон імені Великої княжни Бірути, Алітус
- механізований піхотний батальйон імені Великого князя Ольгерда, Рукла
- механізований піхотний батальйон імені князя Вайдота[en], Рукла
- артилерійський батальйон[en] імені генерала Ромуалдаса Ґедрайтіса, Рукла
- батальйон логістики
- розвідувальна рота
- рота зв'язку

## Командування
- полковник Чесловас Жезерскас[lt] (22 лютого 1991 — 27 грудня 1995)
- полковник Вітаутас Йонас Жукас[lt] (27 січня 1995 — 21 серпня 2001)
- полковник Віталіус Вайкшнорас[lt] (21 серпня 2001 — 1 жовтня 2003)
- підполковник Гедімінас Юргутіс (1 жовтня 2003 — 19 травня 2005)
- підполковник Даріус Ужкурайтіс[lt] (19 травня 2005 — 27 червня 2008)
- полковник Вілмантас Тамошайтіс[lt] (27 червня 2008 — 29 червня 2011)
- полковник Вальдемарас Рупшис (29 червня 2011 — 4 липня 2013)
- полковник Раймундас Вайкшнорас (4 липня 2013 — 8 січня 2016)
- підполковник Міндаугас Стеронавічюс (з 8 січня 2016 року)